# 松平信将
松平 信将（まつだいら のぶまさ）は、江戸時代中期の大名。出羽国上山藩の第3代藩主。藤井松平家嫡流9代。官位は従五位下・安房守、山城守。

## 生涯
享保2年（1717年）、信濃国上田藩主で藤井松平家支流・松平忠昭の四男・忠隆の子として上田で誕生した。
享保17年（1732年）8月9日、藤井松平家の宗家に当たる上山藩2代藩主・松平長恒の養嗣子になると、初名の直隆から信将に改名した。同年12月12日（西暦では1733年）に長恒が隠居したため、家督を継いだ。12月28日に従五位下、安房守に叙位・任官される。
外桜田門番、大坂加番など諸役を歴任したが、そのために藩財政が窮乏し、延享元年（1744年）や延享2年（1745年）の凶作で米価高騰が起こり、延享4年（1747年）5月には百姓一揆・打ちこわしが発生して百姓側の年貢減免要求などを受け入れることとなった。宝暦7年（1757年）には洪水による被害で、幕府より3000両を借用している。
宝暦11年（1761年）に5度目の大坂加番に任じられて大坂に赴いたが、間もなく発病して大坂で死去した。享年45。跡を長男の信亨が継いだ。

## 系譜
父母
- 松平忠隆（実父）
- 鈴木氏（実母） - 側室
- 松平長恒（養父）

正室、継室
- 戸田氏長の娘（正室）
- 松平宣富の娘（継室）

側室
- 毛利氏

子女
- 松平信亨（長男） 生母は毛利氏
- 松平忠融
- 久米
- 政

養女
- 四辻公亨室